# Żohatyn (gmina)

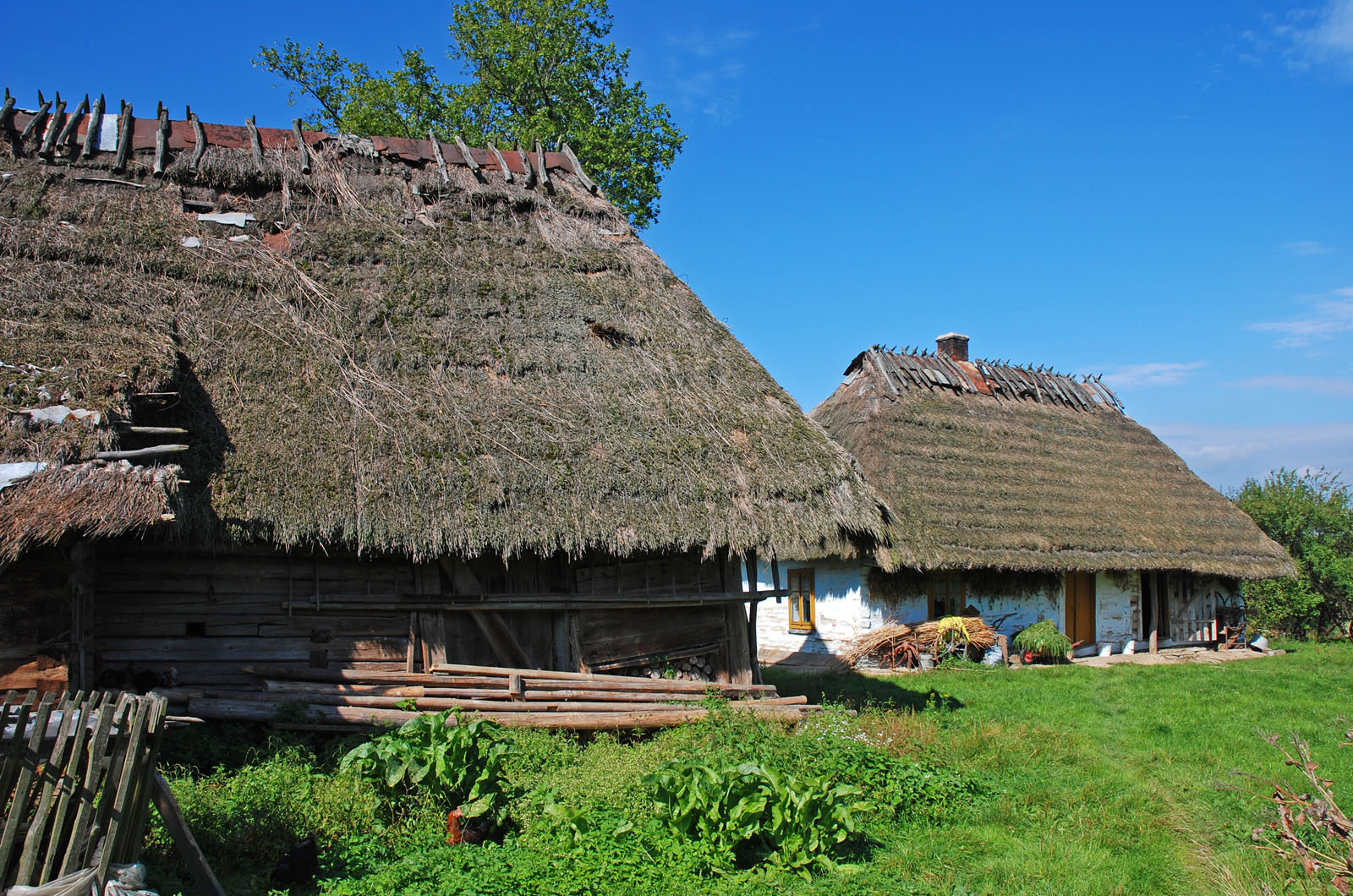
Stodoła i chata w Żohatynie

Żohatyn – dawna gmina wiejska istniejąca 1934–1939 i 1941–1954 w woj. lwowskim i rzeszowskim (dzisiejsze woj. podkarpackie). Przed wojną siedzibą władz gminy był Żohatyn, a po wojnie Bircza.
Gminę zbiorową Żohatyn utworzono 1 sierpnia 1934 roku w województwie lwowskim, w powiecie dobromilskim, z dotychczasowych jednostkowych gmin wiejskich: Borownica, Jawornik Ruski, Kotów, Piątkowa, Tarnawka i Żohatyn. 1 kwietnia 1939 roku do gminy Żohatyn przyłączono gromady Brzeżawa i Lipa z gminy Bircza.
W 1944 roku gminę przyłączono do powiatu przemyskiego. Gmina weszła w skład utworzonego 18 sierpnia 1945 woj. rzeszowskiego. W dniu 1 lipca 1952 roku gmina Żohatyn była podzielona na 10 gromad: Borownica, Brzeżawa, Dobrzanka, Jawornik Ruski, Kotów, Lipa, Malawa, Piątkowa, Tarnawka i Żohatyn.
Gmina została zniesiona 29 września 1954 roku wraz z reformą wprowadzającą gromady w miejsce gmin. Jednostki nie przywrócono 1 stycznia 1973 roku po reaktywowaniu gmin a jej dawny obszar wszedł w skład gmin Bircza i Dubiecko.